# Paweł (Borisowski)
Paweł, imię świeckie Pawieł Pietrowicz Borisowski (ur. 17 października?/29 października 1867 w Borisowskim, zm. 6 października 1938 w Sielifontowie) – rosyjski biskup prawosławny. 

## Życiorys
Był synem prawosławnego diakona. Ukończył seminarium duchowne we Włodzimierzu, a następnie Moskiewską Akademię Duchowną. Po ukończeniu studiów został w Akademii stypendystą profesorskim. Od 1893 do 1896 był wykładowcą seminarium duchownego w Mohylewie, zaś od 1897 do 1906 - we Włodzimierzu. Od 1907 do 1908 był inspektorem seminarium duchownego w Penzie. W 1908, jako mężczyzna żonaty, przyjął święcenia kapłańskie. Miał już wtedy czworo dzieci: Olgę, Natalję, Siergieja i Nikołaja. W tym samym roku otrzymał godność protoprezbitera i został rektorem seminarium duchownego w Penzie. Kierował nim przez dwa lata, po czym został przeniesiony na analogiczne stanowisko w seminarium we Włodzimierzu. Z funkcji odszedł w 1916. W 1915, po śmierci żony, złożył wieczyste śluby mnisze, zachowując dotychczasowe imię. Natychmiast otrzymał godność archimandryty. 
23 kwietnia 1916 w soborze Zaśnięcia Matki Bożej we Włodzimierzu przyjął chirotonię biskupią z rąk arcybiskupa włodzimierskiego Aleksego i innych hierarchów. Otrzymał tytuł biskupa suzdalskiego, wikariusza eparchii włodzimierskiej. 
Aresztowany w czerwcu 1919, oskarżony o agitację antyradziecką zawartą w publicznie głoszonych kazaniach. Dzięki wstawiennictwu swojego zięcia, P. Kasatkina, po czterech dniach opuścił więzienie. Patriarcha moskiewski i całej Rusi Tichon mianował go biskupem czelabińskim, wikariuszem eparchii orenburskiej. Dwa lata później został biskupem wiackim i słobodzkim. Zdecydowanie zwalczał Żywą Cerkiew. W sierpniu 1922 został aresztowany po raz drugi razem z żyjącym z nim w jednym mieszkaniu biskupem pomocniczym eparchii wiackiej Wiktorem. Został oskarżony o związki z nielegalnymi organizacjami monarchistycznymi i nielegalne rozprzestrzenianie pism patriarchy Tichona oraz metropolity jarosławskiego Agatangela. Skazany na trzyletnią zsyłkę do Kraju Narymskiego, odbył całość wyroku i wrócił do Wiatki w 1926. W tym samym roku otrzymał godność arcybiskupa i ponownie został ordynariuszem eparchii wiackiej i słobodzkiej. Jeszcze w tym samym miesiącu (maju 1926) został uwięziony, ponownie razem z biskupem Wiktorem, i oskarżony o prowadzenie nielegalnej kancelarii eparchialnej i głoszenie „kontrrewolucyjnych kazań”. Ponownie skazany na trzyletnią zsyłkę, po roku przymusowego pobytu w Aleksandrowie (obwód włodzimierski) uzyskał możliwość powrotu do Wiatki. Został również włączony przez zastępcę locum tenens Patriarchatu Moskiewskiego metropolitę Sergiusza w poczet członków Tymczasowego Patriarszego Świętego Synodu. 
W 1929 został przeniesiony na katedrę jarosławską i rostowską, zaś w 1932 podniesiony do godności metropolity. W 1937 lub 1938 został aresztowany w Jarosławiu, obwiniony o prowadzenie agitacji antyradzieckiej i zorganizowanej aktywności kontrrewolucyjnej, w tym utworzenie w mieście grup powstańczo-dywersyjnych i przygotowywanie ich do zbrojnego antyradzieckiego powstania. W czasie przesłuchań przyznał się do winy i oskarżył 20 dalszych biskupów prawosławnych o analogiczną działalność. Skazany na śmierć, został rozstrzelany w październiku 1938 w Sielifontowie i tam również pochowany. W 1991 zrehabilitowany.